# Кривовилька
Кривовилька (укр. Кривовілька) — село в Теофипольском районе Хмельницкой области Украины.
Население по переписи 2001 года составляло 365 человек. Почтовый индекс — 30611. Телефонный код — 3844. Занимает площадь 0,808 км². Код КОАТУУ — 6824785003.

## Местный совет
30611, Хмельницкая обл., Теофипольский р-н, с. Новоставцы, ул. Ленина, 23